# Nielsine Nielsen
Nielsine Nielsen, née le 10 juin 1850 à Svendborg (Danemark) et morte le 8 octobre 1916 à Copenhague (Danemark), est la première femme danoise diplômée de médecine. Elle a également eu un engagement féministe.

## Biographie
Elle est la fille d'un propriétaire de bateaux, Lars Nielsen (1808-1886), et de Karen Jensen (1811-1882). Elle grandit à Svendborg. Pendant son enfance, son frère et sa sœur meurent de la typhoïde, ce qui suscite son intérêt pour la médecine.
En 1868, elle se forme seule au métier de professeur au Frøknerne Villemoes-Qvistgaards Institut de Copenhague puis travaille en province comme gouvernante pendant plusieurs années. En 1874, alors qu'elle correspondait avec la première femme médecin suédoise Charlotte Yhlen, celle-ci lui conseille de contacter le parlementaire danois C. E. Fenger, connu pour partager la cause des droits des femmes et qui avait auparavant soutenu la première femme télégraphiste danoise, Mathilde Fibiger. C. E. Fenger joue alors le rôle d'intermédiaire entre l'université et le ministère de l'Éducation pour qu'elle puisse étudier.
En 1875, un décret royal autorise les femmes à accéder à l'université. En 1877, avec Johanne Marie Gleerup, elle est la première étudiante du Danemark, à l'université de Copenhague. Elle reçoit une petite bourse de la Société des femmes danoises pour subvenir à ses besoins pendant ses études. Elle est officiellement diplômée comme médecin en 1885.
Elle commence à exercer sa nouvelle profession à Copenhague. Elle avait prévu de se spécialiser en gynécologie, mais le seul gynécologue danois à l'époque, F. Howitz, ne l'acceptait pas. Cependant, en 1906, elle est nommée spécialiste communale pour les maladies vénériennes. Elle s'engage en parallèle pour les droits des prostituées.
Elle est active dans le mouvement féministe de la Société des femmes danoises (DK). Cependant, critiquant le DK qu'elle juge trop modéré, elle s'engage dans des organisations féministes plus radicales. Entre 1893 et 1898, elle est présidente de l'association pour le suffrage des femmes Kvindevalgretsforeningen (KVF). En 1904, avec Louise Nørlund, Birgitte Berg Nielsen et Alvilda Harbou Hoff, elle devient l'une des premières membres féminines du Parti libéral. En 1907, elle a été l'une des cofondatrices du Landsforbundet for Kvinders Valgret.

## Hommages
Une route porte son nom à Rigshospitalet ainsi qu'un des plus grands hôpitaux de Copenhague.

## Sources
- (en) Cet article est partiellement ou en totalité issu de l’article de Wikipédia en anglais intitulé « Nielsine Nielsen » (voir la liste des auteurs).